# Echidna peli
Echidna peli  (лат.) — вид лучепёрых рыб семейства муреновых (Muraenidae). Распространены в восточной части Атлантического океана. Максимальная длина тела 100 см. Морские придонные рыбы. Питаются ракообразными.

## Описание
Тело вытянутое, угреобразное, мускулистое, немного сжато с боков. Максимальная длина тела 100 см, обычно до 55 см. Кожа голая, покрыта слизью. Профиль головы над глазами немного выпуклый. Задняя ноздря вытянута в короткую трубку. Зубы без зазубрин на краях. На верхней челюсти тонкие зубы расположены в 2 ряда, во внутреннем ряду более длинные и заострённые. На нижней челюсти зубы расположены в 2 ряда, а на сошнике в 1—2 ряда. Короткие и широкие зубы на межчелюстной кости переходят от заострённых до тупых.
Спинной плавник начинается на голове перед жаберными отверстиями, тянется до хвостового плавника и соединяется с ним. Анальный плавник начинается сразу за анальным отверстием, которое расположено в середине тела, тянется до хвостового плавника и тоже соединяется с ним. Хвостовой плавник закруглённый. Грудные и брюшные плавники отсутствуют. Общее количество позвонков 118—123.
Молодые особи, как правило, тёмные, с разбросанными по голове и телу мелкими, бледными пятнами. Взрослые особи становятся однородного тёмно-коричневого или красновато-коричневого цвета, за исключением бледных пятен на челюстях в месте расположения пор.

## Ареал и места обитания
Распространены в восточной части Атлантического океана от Мавритании до Анголы, включая острова Зелёного мыса и острова в заливе Биафра. Морские придонные рыбы. Обитают на мелководных участках у скалистых рифов на глубине от 1 до 20 м; иногда на глубине менее 1 м в отливных лужах. Ведут одиночный образ жизни. Питаются ракообразными (преимущественно молодыми крабами и мелкими креветками).